# Cadillac Urban Luxury Concept
 (janvier 2020).
Pour les articles homonymes, voir ULC.
La Cadillac Urban Luxury Concept (ULC) est un concept-car d'automobile hybride électrique 4 places de Cadillac dévoilé au Salon de l'automobile de Los Angeles 2010,,. Le véhicule est doté d'écrans tactiles et d'écrans projetés qui remplacent les jauges traditionnelles.

## Aperçu
L'ULC est conçu pour un moteur trois cylindres turbocompressé de 1,0 litre avec une transmission à double embrayage et un système pour véhicule hybride qui utilise la technologie d'assistance électrique, le système d'arrêt-démarrage automatique du moteur et le freinage régénératif. Selon Cadillac, l'ULC pourrait atteindre 56 miles au gallon américain (4,2 L / 100 km; 67 mi / gal-imp) en ville et 65 miles au gallon américain (3,6 L / 100 km; 78 mi / gal-imp) sur l'autoroute . L'Urban Luxury Concept peut accueillir quatre adultes, avec un accès par une paire de portes à ciseaux. qui s'étendent vers l'extérieur et pivotent vers l'avant lorsqu'il est ouvert, ce qui permet d'accéder facilement aux quatre sièges,. La Cadillac Urban Luxury Concepy est une berline a hayon 3 portes, 4 places (parfois appelé hayon 2 portes aux États-Unis).

## Galerie

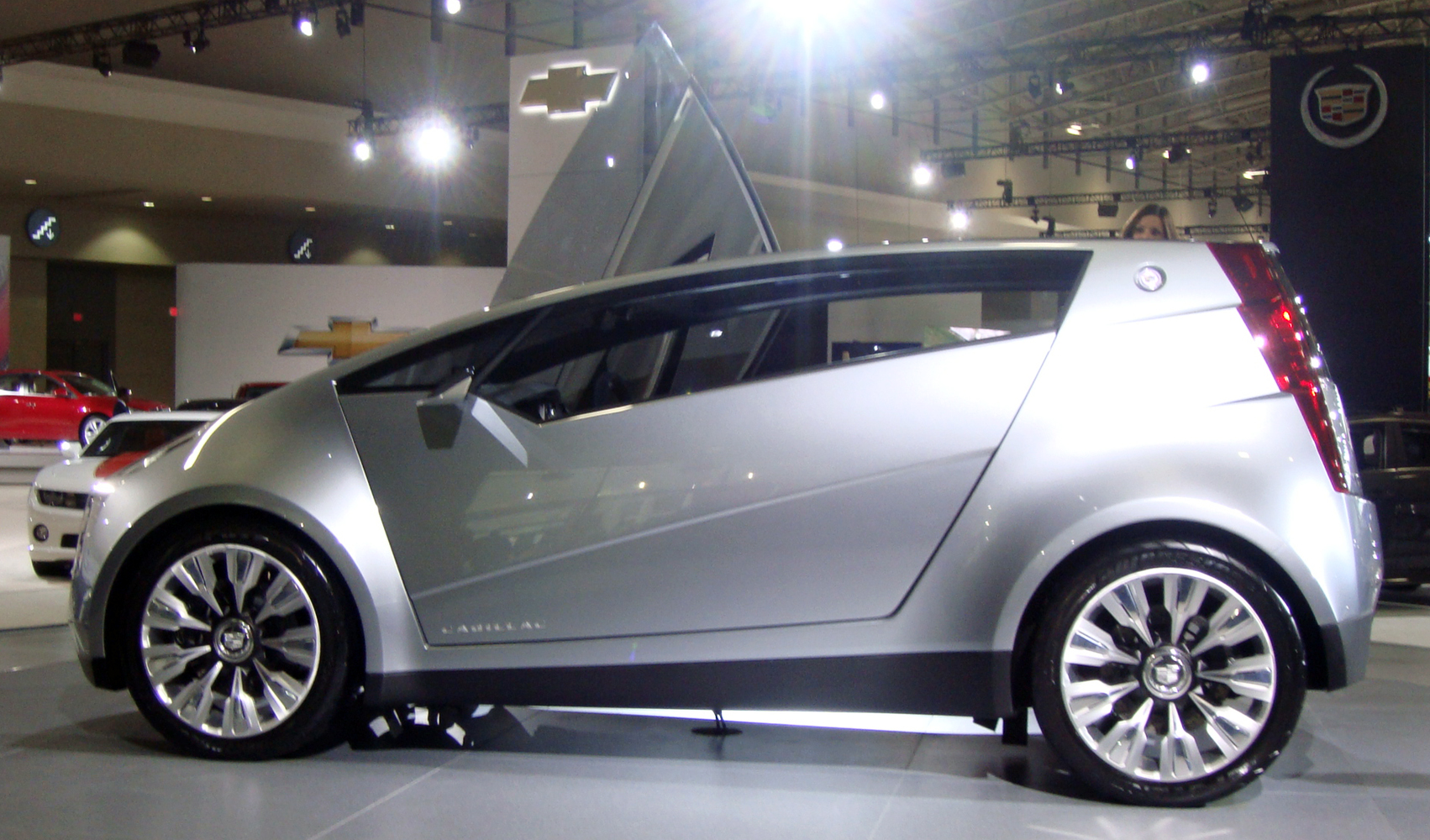
Vue de côté
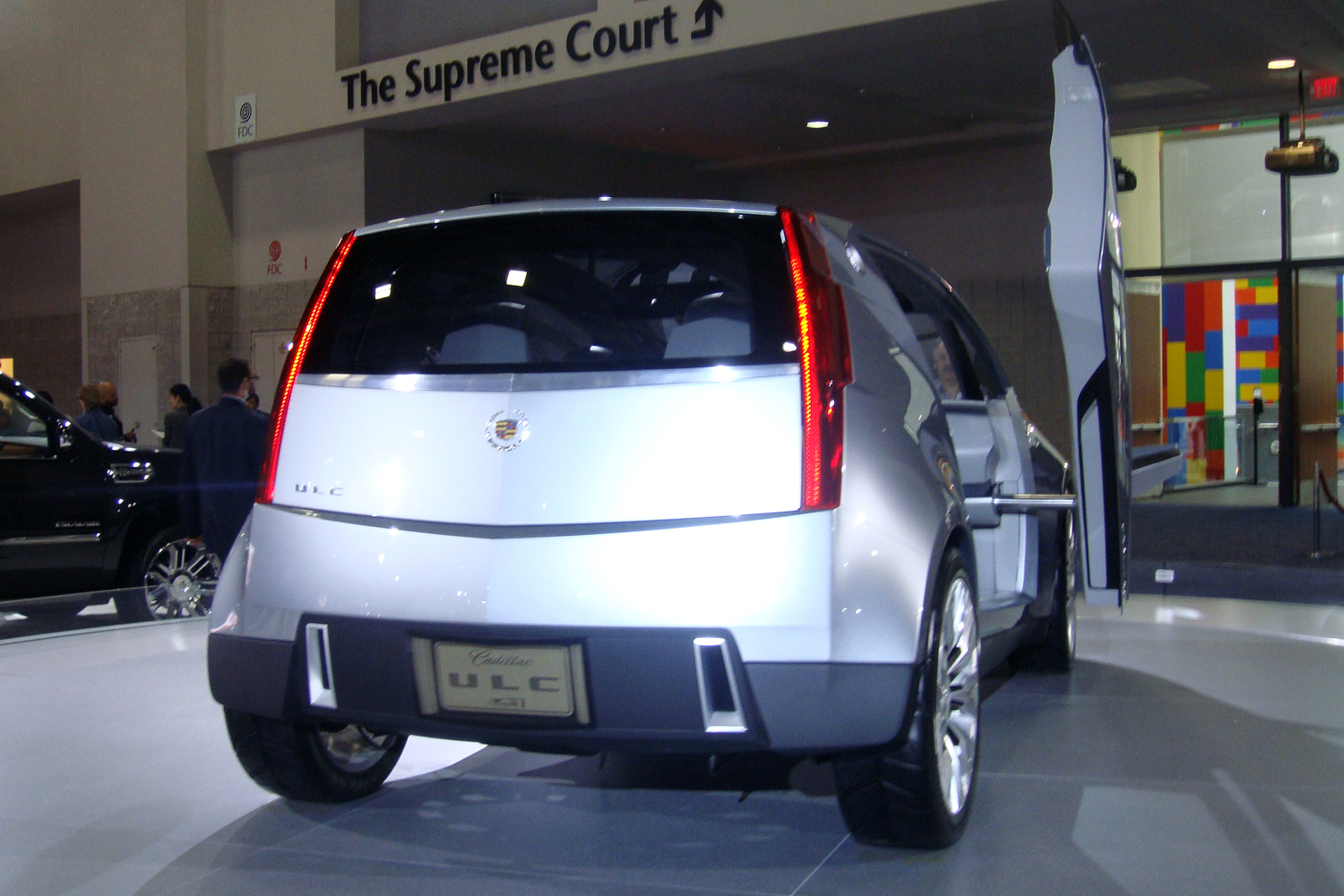
Vue arrière.
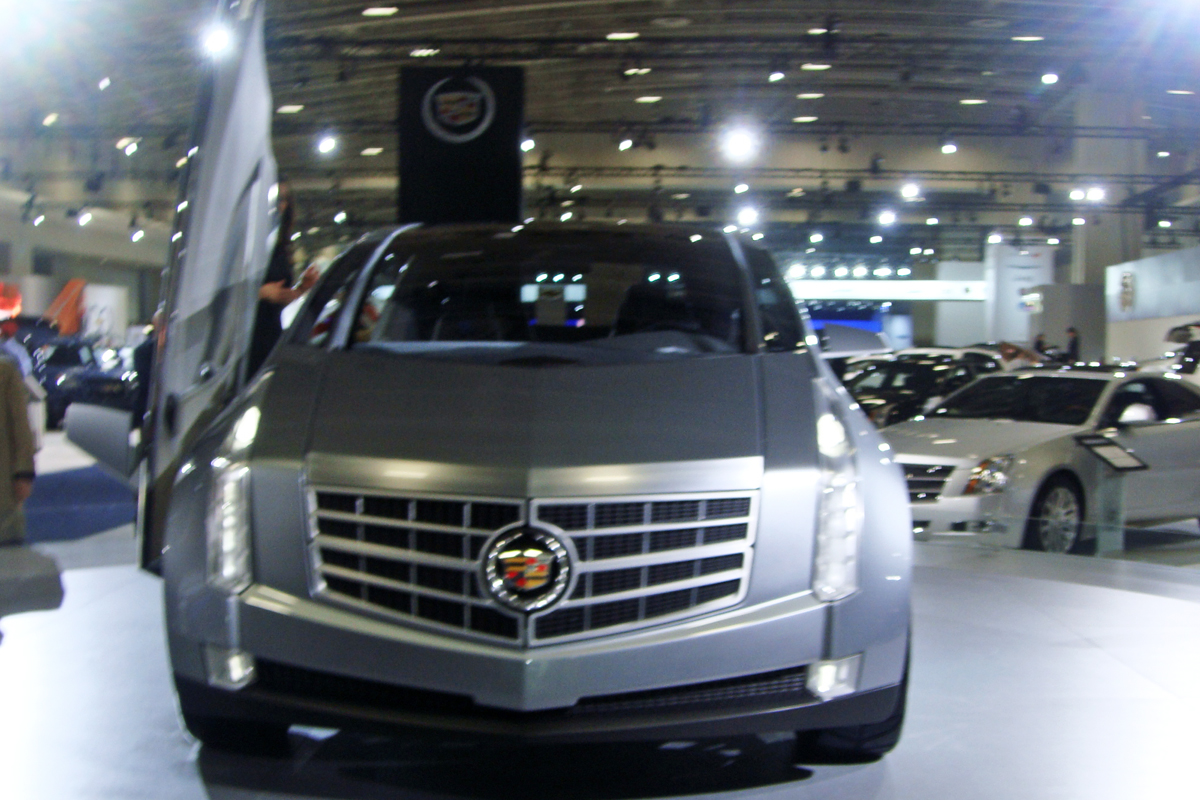
Vue frontale
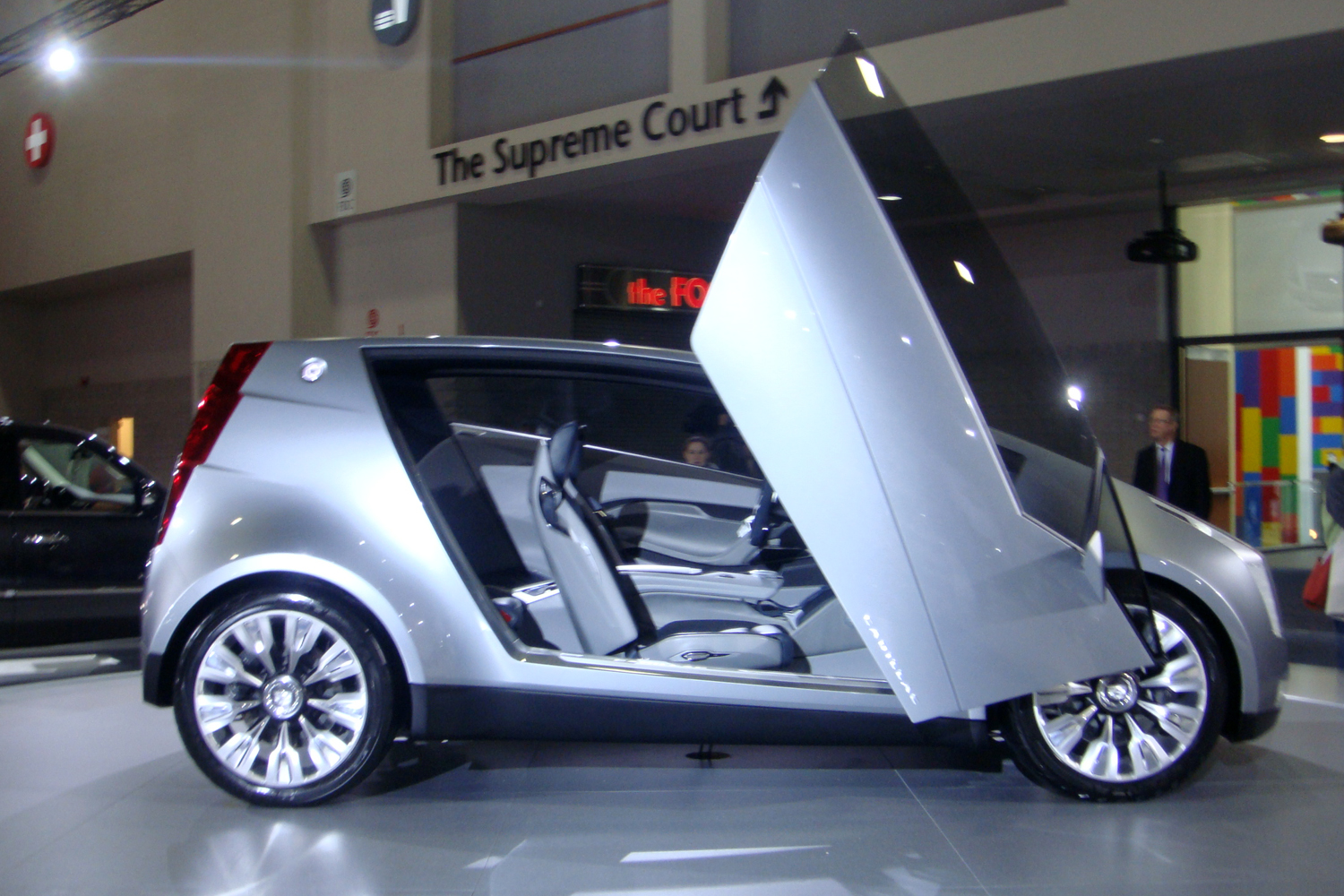
Vue de côté.